# Максимов, Кондрат Евдокимович
Кондра́т Евдоки́мович Макси́мов (12 марта 1894, Шишкино, Вятская губерния — 1981, Казань) — художник, народный художник Татарской АССР, заслуженный художник РСФСР.

## Биография
Родился в деревне Шишкино Вятской губернии. Учился в школе в селе Большой Рой.
В 1914 году поступил в Казанскую художественную школу, которую окончил в 1917 году. Затем жил и работал в Казани.
В ноябре 1941 года был арестован по обвинению в «пораженческих разговорах».
В 1942 году отпущен за отсутствием состава преступления.
Помимо рисования, занимался также изобретательством. Запатентовал 27 изобретений, в основном связанных с его работой на лесоповале.

## Творчество
Член творческого объединения «Татхудожник» (с 1936).
Пейзажи, натюрморты. Особенно известны его пейзажи хвойного леса. Регулярно выезжал на этюды на берега Волги и Камы. Можно выделить такие произведения «Сосновый лес. Дорога на Каму» (1953), «Потревоженная тишина» (1966).
Произведения хранятся в Государственном музее изобразительных искусств республики Татарстан и других собраниях.

## Звания и награды
- 1957 год — Заслуженный деятель искусств Татарской АССР.
- 14 июня 1957 года — Орден Трудового Красного Знамени.
- 1960 год — Народный художник Татарской АССР.
- 1974 год — Заслуженный художник РСФСР.